# 13557 Ліеветрувант
13557 Ліеветрувант (13557 Lievetruwant) — астероїд головного поясу, відкритий 24 липня 1992 року.
Тіссеранів параметр щодо Юпітера — 3,285.